# Central Cee
Oakley Neil Caesar-Su (Londen, 4 juni 1998), beter bekend als Central Cee, is een Britse rapper en songwriter. Hij werd internationaal bekend door zijn mix van UK drill, melodische rap en introspectieve teksten. Met projecten zoals Wild West (2021) en 23 (2022) vestigde hij zich als invloedrijke artiest binnen de Britse rapscene.

## Jeugd
Central Cee werd geboren in Shepherd’s Bush, West-Londen, een wijk met een diverse gemeenschap en een levendige muziekcultuur. Zijn vader was van Guyanese en Chinese afkomst, terwijl zijn moeder een Engelse achtergrond heeft. Door deze multiculturele roots groeide hij op met invloeden uit verschillende muziekstijlen, variërend van reggae en hiphop tot UK garage en grime.
Zijn vader speelde een belangrijke rol in zijn muzikale opvoeding en liet hem al op jonge leeftijd kennismaken met artiesten als Vybz Kartel, Tupac en Jay-Z. Op school stond hij bekend als rustig en gereserveerd, maar had hij tegelijkertijd een rebelse kant. Hij verliet de school vroegtijdig en richtte zich op muziek, terwijl hij korte tijd verschillende baantjes had.

#### Criminele achtergrond
Voordat Central Cee doorbrak als rapper, was hij actief in de Londense straatcultuur en had hij periodes waarin hij zich bezighield met illegale activiteiten, waaronder het dealen van drugs. Zoals veel jonge mannen in zijn omgeving werd hij geconfronteerd met de realiteit van het opgroeien in een gebied waar criminaliteit, armoede en beperkte kansen hand in hand gingen.
In interviews heeft hij erkend dat hij in zijn tienerjaren betrokken was bij kleinschalige drugshandel om geld te verdienen. Dit was voor hem, zoals voor velen in de UK drill-scene, een manier om zichzelf financieel te ondersteunen in een omgeving waarin alternatieven beperkt leken. Hij heeft vaak gereflecteerd op deze periode en de gevaren ervan, waarbij hij aangeeft dat hij zich uiteindelijk bewust werd van de risico's en besloot zich volledig op muziek te richten.

## Doorbraak en carrière
Hoewel Central Cee al sinds 2015 actief was in de Londense rapscene, brak hij pas in 2020 echt door met zijn single Day in the Life. Kort daarna volgde Loading, een nummer dat viraal ging en miljoenen streams verzamelde.
In 2021 bracht hij zijn eerste mixtape, Wild West, uit, die op nummer 2 in de UK Albums Chart debuteerde. Zijn opvolger, 23, verscheen in 2022. Zijn bekendheid groeide internationaal met de single Doja (2022), waarin hij refereerde aan de Amerikaanse zangeres Doja Cat. Dit nummer werd een virale hit op TikTok en Spotify en introduceerde hem bij een wereldwijd publiek.